# Велика рада і Мала рада Генуї

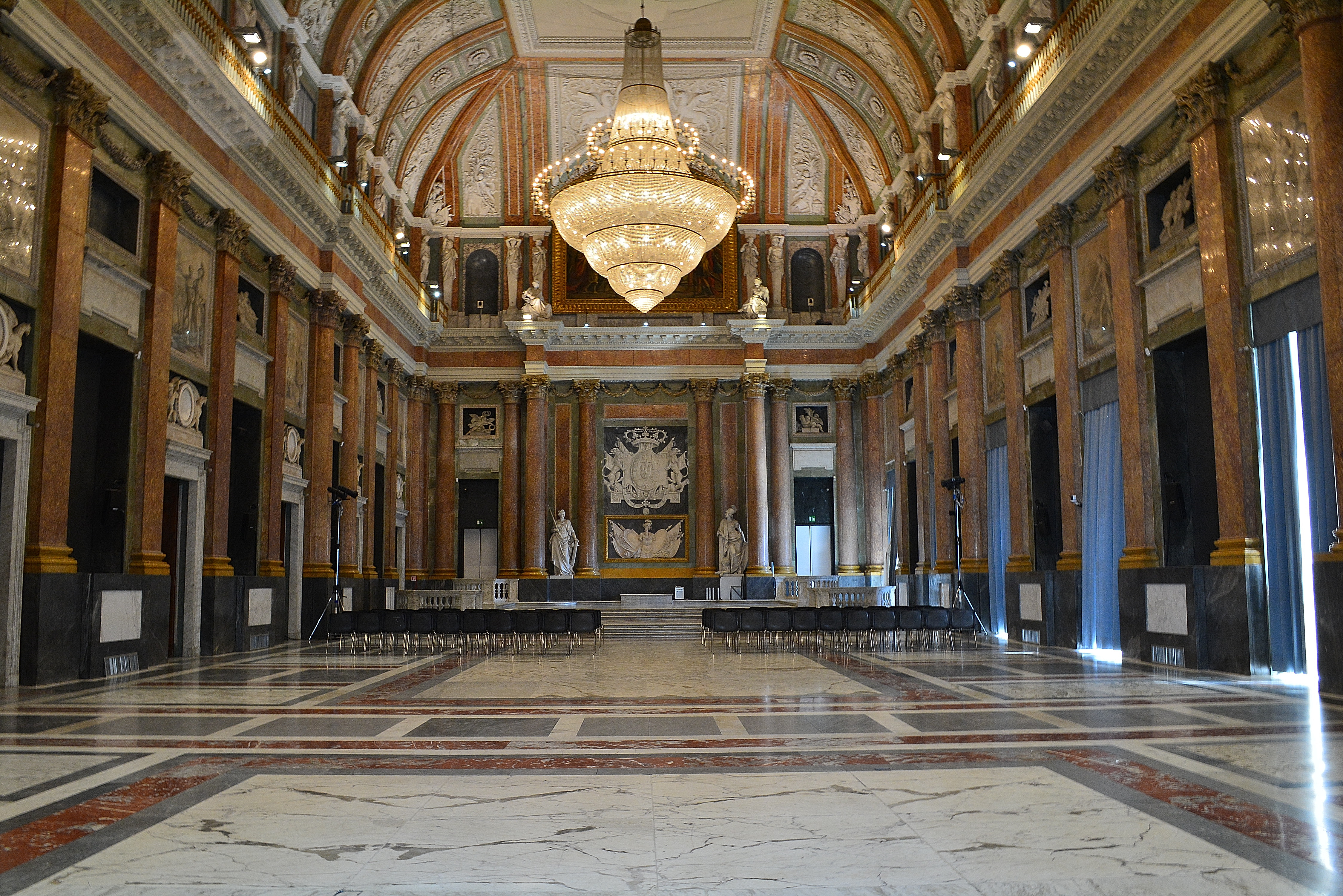
Зал Великої Ради в Палаці Дожів, Генуя.

Велика та Мала рада — дві палати політичної системи Генуезької республіки, які обирали дожа Генуї з 1528 по 1797 рік.

## Історія
У 1528 році генуезький адмірал Андреа Доріа реформував конституцію Генуезької республіки. До 1528 року республікою управляли три інститути, які урівноважували один одного: довічно обраний дож, Сенат з восьми сенаторів і Колегія прокурорів. Колегія прокурорів складалася з групи адвокатів і губернаторів, які, відповідно, займалися фінансами та відправленням правосуддя. За реформою Доріа ця форма правління була замінена Великою та Малою радою, а термін повноважень дожа був скорочений з довічного до двох років. Реформа поклала край всевладдю замкнутого кола аристократичних генуезьких родин, з кола яких обирались дожі, що правили Республікою протягом століть. Велика і Мала рада проіснували до 1797 року, коли Генуезьку республіку завоював Наполеон.

## Велика рада
Велика рада складалася з 400 впливових людей з Республіки, не обов'язково дворянського походження. Більшість із них були банкірами, торговцями сукном, капітанами, лікарями, магістратами, нотаріусами та вченими. 300 з них були обрані з сотень імен Великою Радою. А останні 100 — Малою Радою.

## Мала рада

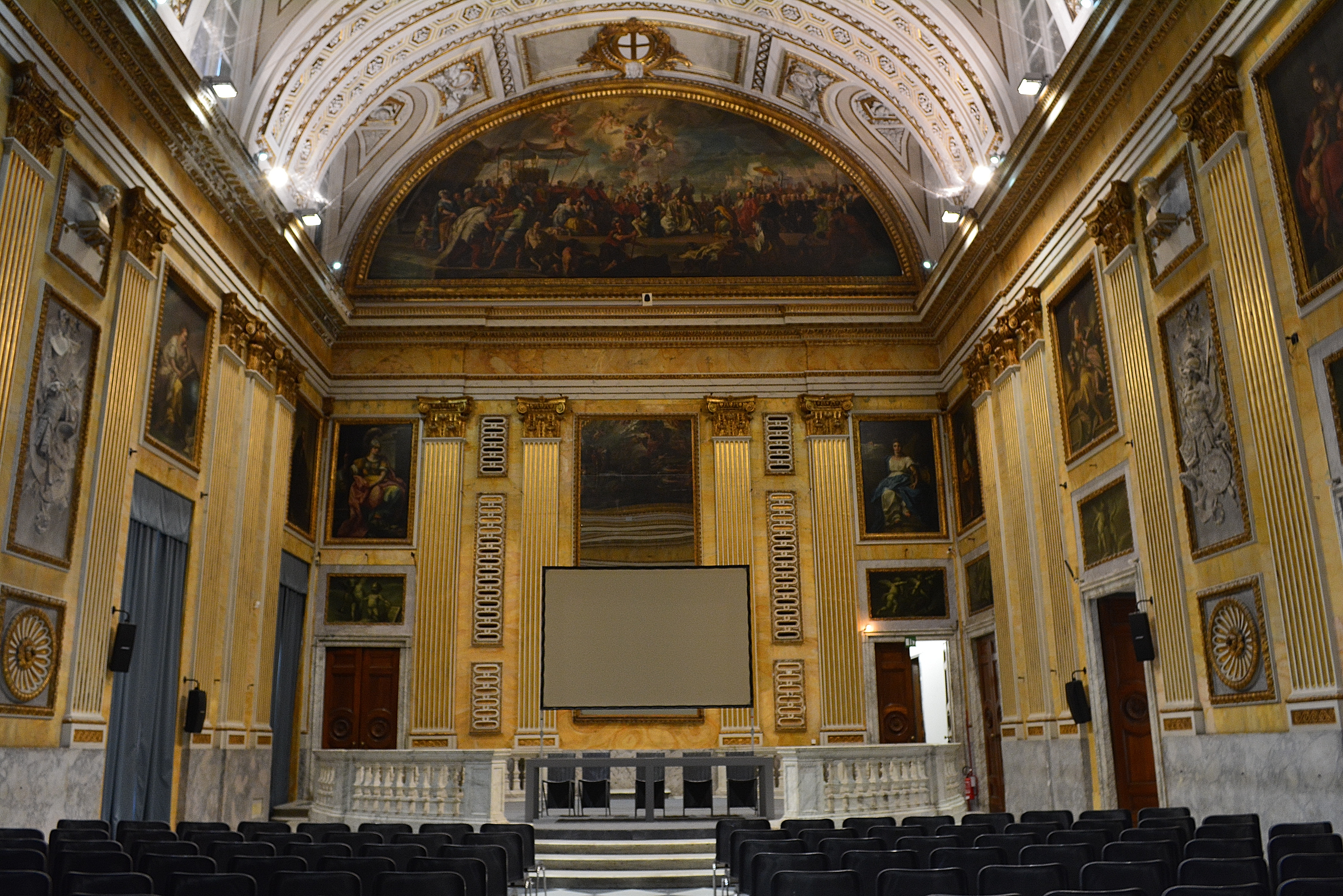
Зал Малої ради в Палаці дожів.

Мала рада складалася з десятка дворян. Вони призначали один одного. Сенат і колегія прокурорів повинні були узгоджувати з Малою радою будь-яке законодавство; без згоди одного з них не вводився жоден новий закон. Ці три інституції також спільно відповідали за ведення війни, укладання міжнародних договорів і союзів. Дож був пов'язаний тим, про що домовлялися ці три інституції.

## Вибори дожа
Головним повноваженням Великої та Малої Ради було обрання дожа кожні 2 роки. Ця важливість відображалася в тому, що обидві виборчі колегії засідали в Палаці дожів. Велика рада складала список кандидатів. Список надходив до Малої ради, яка відбирала кілька кандидатів. Мала рада направила свій список до Великої ради для остаточного голосування. Один за одним члени Великої Ради вставали та голосували до тих пір, поки не було знайдено більшості навколо одного кандидата, остаточно обравши нового Дожа Республіки.